# Limfangioma
Els limfangiomes són malformacions del sistema limfàtic caracteritzades per lesions que són quists de parets primes; aquests quists poden ser macroscòpics, com en un higroma quístic, o microscòpics. El sistema limfàtic és la xarxa de vasos encarregats de retornar al sistema venós l'excés de líquid dels teixits, així com dels ganglis limfàtics que filtren aquest líquid per detectar signes de patògens. Aquestes malformacions poden ocórrer a qualsevol edat i poden afectar qualsevol part del cos, però el 90% es produeixen en nens menors de 2 anys i afecten el cap i el coll.
Aquestes malformacions són congènites o adquirides: 
- Els limfangiomes congènits sovint s'associen a anomalies cromosòmiques com la síndrome de Turner, encara que també poden existir de manera aïllada. Els limfangiomes es diagnostiquen habitualment abans del naixement mitjançant ecografia fetal.
- Els limfangiomes adquirits poden resultar de trauma, inflamació o obstrucció limfàtica.

La majoria dels limfangiomes són lesions benignes que només donen lloc a una massa "pastosa" suau i de creixement lent. Com que no tenen cap possibilitat de convertir-se en malignes, els limfangiomes solen tractar-se només per motius estètics. Rarament, l'impacte sobre òrgans crítics pot provocar complicacions, com ara dificultat respiratòria quan un limfangioma comprimeix les vies respiratòries. El tractament inclou aspiració, escissió quirúrgica, ablació per làser i ablació per radiofreqüència i escleroteràpia.